# Andre Braugher

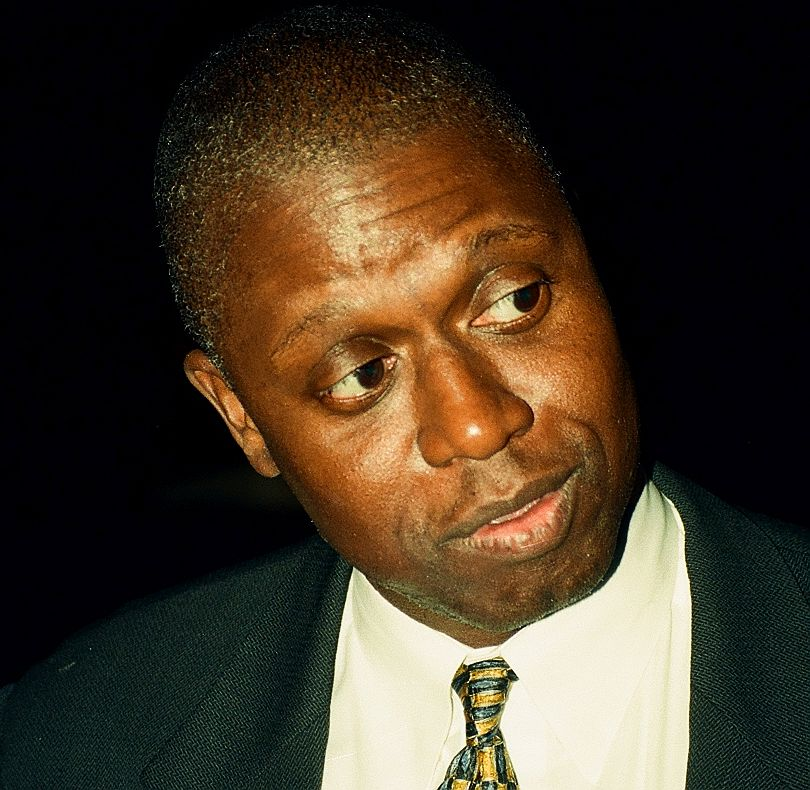
Andre Braugher (1996)

Andre Keith Braugher (ur. 1 lipca 1962 w Chicago, zm. 11 grudnia 2023) – amerykański aktor telewizyjny, filmowy i teatralny. Laureat dwóch nagród Emmy, dwukrotnie nominowany do Złotego Globu.

## Życiorys
Ukończył studia na Uniwersytecie Stanforda oraz w Juilliard School.
Zagrał rolę Thomasa Searlesa w filmie Chwała (1989) oraz detektywa Franka Pembletona w serialu telewizyjnym Wydział zabójstw Baltimore (1993–1998), za którą w 1998 roku otrzymał nagrodę Emmy. Był do niej nominowany również w 1996 roku, za serial Czarna eskadra. Zagrał również w filmie Fantastyczna Czwórka: Narodziny Srebrnego Surfera z Jessicą Albą.
W latach 2013–2021 grał rolę kapitana Raymonda Holta w serialu Brooklyn 9-9, za którą otrzymał cztery nominacje do nagrody Emmy. Kolejne dwie nominacje do tej nagrody otrzymał za rolę w serialu Men of a Certain Age. Nominację do nagrody Emmy i do Złotego Globu otrzymał także za serial Gideon’s Crossing. Za rolę w miniserialu Złodziej otrzymał nagrodę Emmy i nominację do Złotego Globu.
Występował także na scenach teatrów w Nowym Jorku.
Jego żoną była aktorka Ami Brabson. Zmarł na nowotwór płuc.

## Filmografia
Źródło:
- Chwała (1989) – Thomas Searles
- Kojak (1989–1990) – Winston Blake
- Pole rażenia (1993)
- Czarna eskadra (1995) – Benjamin Oliver Davis Jr.
- Lęk pierwotny (1996) – Tommy Goodman
- Autobus (1996) – Flip
- Prawo i porządek (1996) – Frank Pembleton
- Złodziejski trick (1998) – Dink Reeves
- Miasto aniołów (1998) – Cassiel
- Częstotliwość (2000) – Gordo Hersch
- Przygody Jackie Chana (2000–2001) – Derge
- Gideon’s Crossing (2000–2001) – dr Ben Gideon
- Kancelaria adwokacka (2001) – dr Ben Gideon
- Nocny kurs (2002–2004) – Marcellus Washington
- Dziewczyna żołnierza (2003) – Carlos Diaz
- Miasteczko Salem (2004) – Matt Burke
- Posejdon (2006) – Captain Bradford
- Fantastyczna Czwórka: Narodziny Srebrnego Surfera (2007) – T. Hager
- Śmierć na żywo (2007) – Don
- Mgła (2007) – Brent Norton
- Ocaleni (2008) – Perry
- Men of a Certain Age (2009–2011) – Owen Thoreau Jr.
- Dr House (2009–2012) – dr Darryl Nolan
- Superman/Batman: Apokalipsa (2010) – Darkseid (głos)
- Salt (2010) – Sekretarz Obrony
- Miami Medical (2010) – dr William Rayner
- Prawo i porządek: sekcja specjalna (2011–2015) – Bayard Ellis
- Last Resort (2012–2013) – kapitan Marcus Chaplin
- Brooklyn 9-9 (2013–2021) – kapitan Raymond Holt
- Gracz (2014) – Dean Fuller
- Jess i chłopaki (2016) – kapitan Raymond Holt
- BoJack Horseman (2017) – Woodchuck Coodchuck-Berkowitz (głos)
- Mustang z Dzikiej Doliny: Droga do wolności (2021) – Al Granger (głos)
- Jednym głosem (2022) – Dean Baquet
- Sprawa idealna (2022) – Ri'Chard Lane